# Phare de Ribeirinha
Le phare de Ribeirinha est un phare situé sur le promontoire de Ponta da Ribeirinha dans la freguesia de Ribierinha (pt) de la municipalité de Horta, sur l'île de Faial (Archipel des Açores - Portugal).
La station de signalisation est en ruines à la suite du tremblement de terre du 9 juillet 1998. Le feu actuel est monté sur une colonne métallique.
Il est géré par l'autorité maritime nationale du Portugal à Oeiras (Grand Lisbonne).

## Histoire
Le phare d'origine se composait d'une tour carrée en maçonnerie de 14 mètres de haut. Le bâtiment annexe, d'un étage, a servi pour le logement des gardiens de phare. Les travaux de construction ont commencé en mai 1915, et le phare a été mis en service le 1er novembre 1919. À cause du tremblement de terre de 1998, la tour et les bâtiments annexes ont subi de lourds dommages, conduisant à sa désactivation. Le tremblement de terre est dû à l'origine d'une faille tectonique sous-marine, à environ 5 km de Ponta da Ribeirinha, avec son épicentre à environ 16 kilomètres au nord-est de la ville de Horta, avec une magnitude de 5,8 sur l'échelle de Richter et avec une intensité maximale de VIII (Échelle de Mercalli).
Pour le remplacer, une lanterne a été montée, avec un objectif de 300 mm, sur une colonne cylindrique en acier galvanisé de 5 m de haut. C'est une lampe 12V/50W alimentée à l'énergie solaire, garantissant une portée de 12 milles nautiques, avec une caractéristique d'un groupe de trois éclats blancs, toutes les 20 secondes.
Il a été envisagé la démolition de la tour d' origine, mais grâce à l'action de la Société des Amis du Phare une pétition a été déposée en 2001 dans le but de préserver le patrimoine et de reconstruire le phare. L'association espère créer un espace au bord du fleuve pour exposer tout le système optique d'origine (lentille de Fresnel de 2e ordre de 700 mm de focale). Quelques parties les plus anciennes de ce phare ont été confiées à la Casa do Povo da Ribeirinha, où ils peuvent être visités.
Identifiant : ARLHS : AZO020 ; PT-854 - Amirauté : D2692 - NGA : 23344.
|                     |
| Ponta da Ribeirinha |

|                                    |
| Le phare (après le séisme de 1998) |

### Lien connexe
- Liste des phares des Açores